# Синдром помрачения сознания
Синдро́мы помраче́ния созна́ния — группа синдромов в психиатрии, к которым относят психические состояния с сильно искажённым восприятием окружающей обстановки (предметов, явлений и их взаимосвязи), утратой способности к абстрактному мышлению и нарушенным процессом познания окружающей действительности.
Карлом Ясперсом описаны следующие общие признаки синдрома помрачения сознания:
- отрешённость от окружающей действительности (нарушение восприятия окружающего);
- расстройство мышления (ограниченность в формировании суждений, вплоть до полной бессвязности);
- дезориентировка (в месте, людях, времени, окружающих людях, собственной личности);
- амнезия (частичная или полная) периода, когда сознание было помрачено.

К синдромам помрачения сознания относят онейроид, аменцию, делириозный синдром и сумеречное помрачение сознания.